# Ulica 10. oktobra

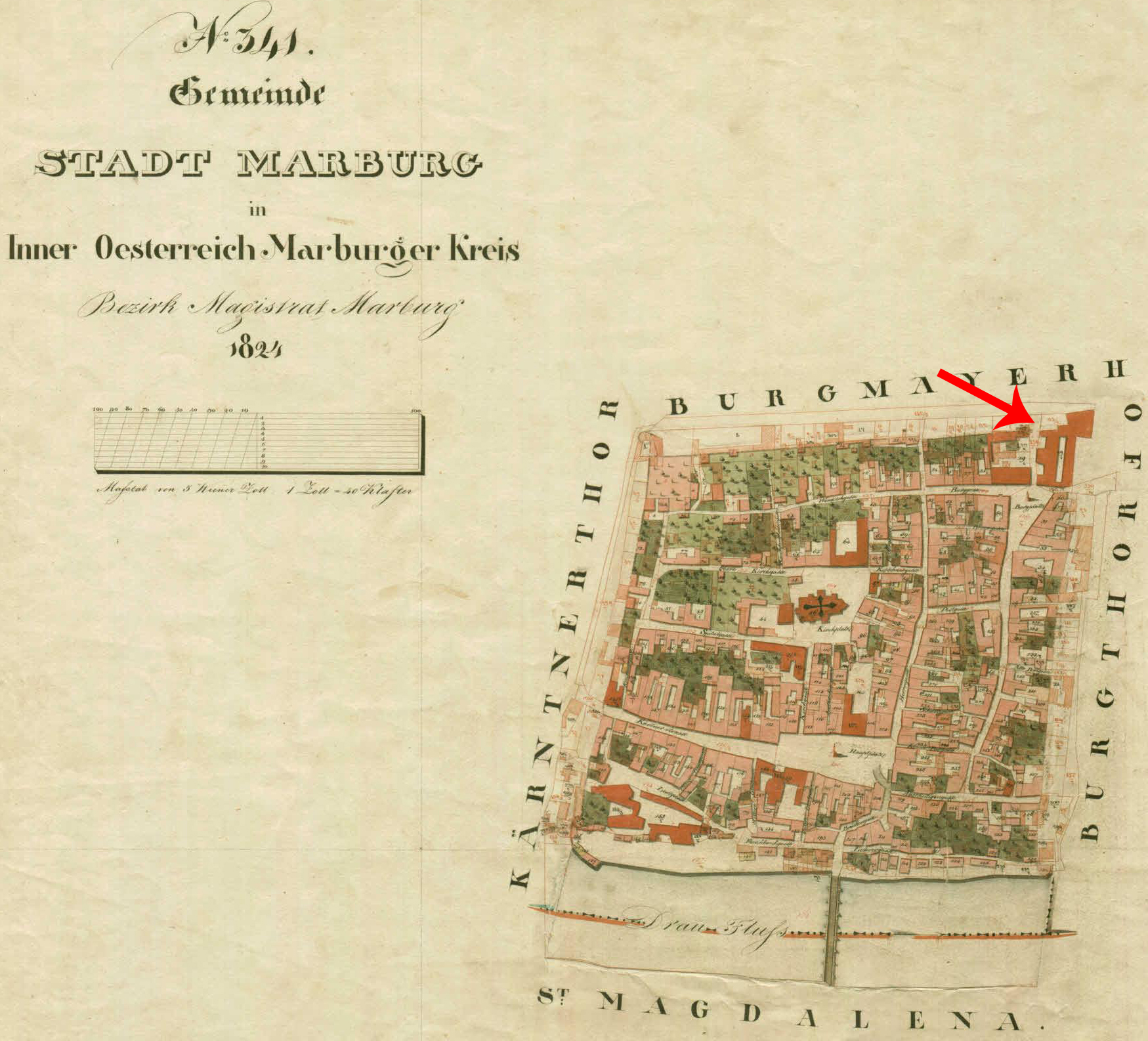
Kirchengasse (heutige Ulica 10. oktobra) auf dem Stadtplan Maribor 1824. Gekennzeichnet: die Stadtburg

Ulica 10. oktobra (10.-Oktober-Gasse) ist der Name einer Straße in der Altstadt von Maribor, Slowenien. Sie ist benannt nach der Kärntner Volksabstimmung vom 10. Oktober 1920.

## Geschichte
Der erste erhaltene Name dieser Straße ist Kirchengasse aus dem Jahr 1824. 1840 und erneut 1941 wurde die Straße in Schulgasse umbenannt - nach dem im Jahr 1812 gegründeten Schulhaus an der Ecke der heutigen 10. Oktober-Gasse und dem Domplatz. 1919 sowie im Mai 1945 wurde der Name in Šolska ulica geändert, im Jahr 1925 in Ulica 10. Oktobra.

## Lage
Die Ulica 10. oktobra verbindet die nordöstliche Ecke des Slomškov trg mit der Gosposka. Die nach Norden abzweigende Barvarska ulica ist ihre Verbindung zur Slovenska ulica.

## Bauten und Sehenswürdigkeiten
- Slomškov trg mit der Kathedrale von Maribor, dem Slowenischen Nationaltheater Maribor und dem Hauptgebäude der Universität Maribor (ehemaliges Sparkassen-Gebäude Maribor)